# M46 Patton
De M46 Patton was een Amerikaanse middelzware gevechtstank die eind jaren veertig een herbouw was in een aantal van 1160 van zijn voorgangertype, de M26 Pershing. In november 1949 werd het eerste exemplaar in gebruik genomen door het Amerikaanse leger en in 1957 werd de M46 alweer uitgefaseerd voor de M48 Patton.

## Voorgeschiedenis
In mei 1946 werd de M26 Pershing, die tot dan gezien werd als een zware tank, geherclassificeerd als een middelzware tank. De M26 was een sterke verbetering geweest ten opzichte van zijn voorganger, de M4 Sherman, op het vlak van vuurkracht en bepantsering. De te zwakke motor vormde de voornaamste bron van klachten. De M26 gebruikte immers dezelfde motor als de veel lichtere M4.

## Ontwikkeling
Begin 1948 werden een nieuwe motor, de Continental AV-1790-1 watergekoelde V12 van 740 pk, en een nieuwe
transmissie geïnstalleerd. Verder werden ook enkele andere verbeteringen, waaronder een telescopische stadiametrische afstandsmeter, aangebracht.
In feite was de M46 dus een gemoderniseerde M26. Er was geen sprake van nieuwbouw: achthonderd voertuigen werden herbouwd tot M46-standaard. Oorspronkelijk heette de tank dan ook M26E2, wat geresulteerd zou moeten hebben in een "M26A2", maar uiteindelijk werd besloten dat hij een eigen naam zou krijgen: M46. De M46 kreeg ook de officiële bijnaam Patton, ter ere van generaal George Patton. Later zouden nog eens 360 M26's omgebouwd worden tot de M46A1 met kleine verbeteringen.
Uit de M46 werd de M47 Patton ontwikkeld.

## Operationele Geschiedenis

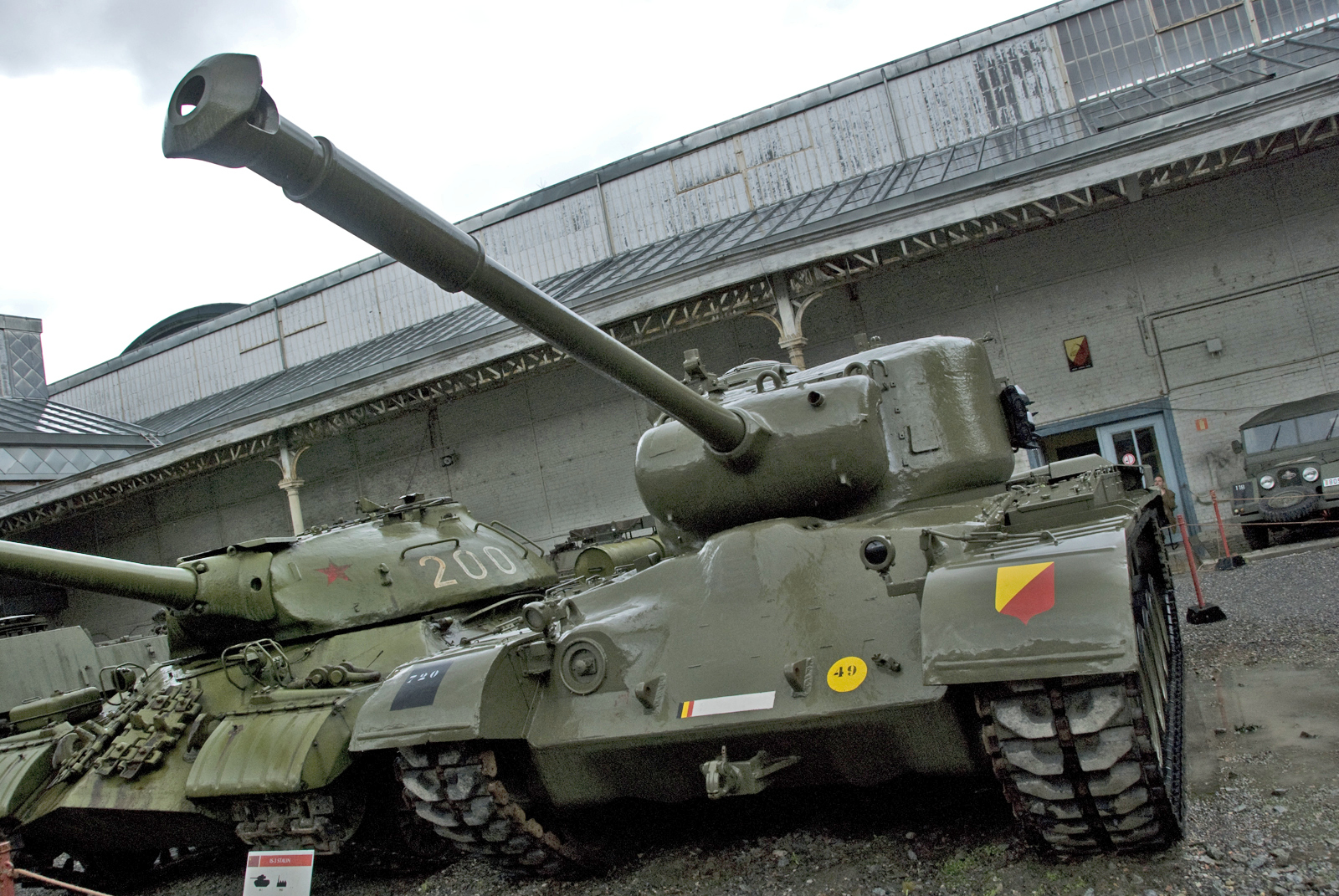
M46A1 te Brussel; oorspronkelijk aan België geleased, werd dit voertuig in 1984 door de Amerikanen aan het museum in eigendom overgedragen

De M46 Patton heeft enkel strijd geleverd in de Koreaanse Oorlog tussen 1950 en 1953. Zo'n 200 stuks werden door het Amerikaanse leger ingezet tegen de Noord-Koreaanse T-34's. Zoals verwacht bleek de M46 superieur te zijn aan de verouderde Russische T-34/85 welke vergelijkbaar was met de Amerikaanse M4 Sherman. De meeste gevechten tussen de M46 Patton / M26 Pershing en de T-34/85 waren dan ook erg eenzijdig.
De tank werd in het kader van Mutual Defense Assistance Programs aan enkele Europese landen geleased; daaronder Frankrijk, Italië en ook België: acht M46A1's werden op 21 januari 1952 in de haven van Antwerpen uit de Mahenge geladen, een schip van de Compganie Maritime Belge. De voertuigen werden door Amerikaanse instructeurs gebruikt voor training van Belgische tankbemanningen in een Joint Tank Training Center te Leopoldsburg. Die bemanningen moesten echter niet dienstdoen op de M46A1 maar op de M47; omdat de romp identiek was kon het oudere type voor dit doel gebruikt worden, zonder dat de nieuwe voertuigen te veel zouden verslijten.